# سنجاب‌ماهی
زیرخانواده سنجاب‌ماهی (نام علمی: Holocentrinae) نام یک زیرخانواده از تیره سنجاب‌ماهیان است.